# Älghornsbräknar
Älghornsbräknar (Platycerium) är ett släkte av ormbunksväxter med 18 kända arter, varav de flesta växer i Asien och Australien. Några arter finns även i Afrika och på Madagaskar. En art finns i Sydamerika. De flesta arter är epifyter som växer i trädkronor i torra skogar, men en australisk art växer på klippor och stenar. 

## Beskrivning
Älghornsbräknar kännetecknas av sina två mycket olika typer av blad. De nedersta bladen är sköldliknande och utvecklas från att först vara gröna till att senare bli bruna och nästan barkartade till sin struktur. Dessa blad kallas ofta för nästblad, eftersom de efterhand bildar ett stort näste eller korg med blad. Den övre typen av blad är platta och långa och vanligen gaffelgrenade. De påminner till utseendet något om älghorn och detta har gett släktet dess svenska trivialnamn. På dessa blads undersidor sitter också växtens sporgömmen.

## Arter
- Platycerium andinum
- Platycerium alcicorne
- Platycerium bifurcatum
- Platycerium coronarium
- Platycerium elephantotis
- Platycerium ellissii
- Platycerium grande
- Platycerium hillii
- Platycerium holttumii
- Platycerium madagascariensis
- Platycerium ridleyi
- Platycerium stemaria
- Platycerium superbum
- Platycerium quadridichotomum
- Platycerium veitchii
- Platycerium wallichii
- Platycerium wandae
- Platycerium willinkii